# Rot (Lein, Voggenberger Sägmühle)
Die Rot, zur Unterscheidung manchmal auch Kaiserbacher Rot genannt, ist ein Bach im Welzheimer Wald, der in der Gemeinde Alfdorf im Rems-Murr-Kreis von links und Norden in die Lein mündet. Außer ihr gibt es noch etliche andere Gewässer dieses Namens in der nahen Umgebung.

## Geographie

### Verlauf
Die Rot entspringt nahe der Schanze am oberen Ende der Steige der L 1150 aus Kirchenkirnberg nach Kaisersbach auf etwa 522 m ü. NN als Mosbach. 
Die Rot wechselt auf ihrem Lauf zweimal ihren Namen. Nach dem Zulauf des ersten der beiden linken Nebenflüsse mit dem Namen Hagbach heißt sie statt Mosbach dann zunächst Schwarze Rot. Am Zulauf der rechten Finsteren Rot unterhalb des Hüttenbühlsees, deren eigener bedeutenderer rechter Oberlauf aus Richtung Kaisersbach (Hauptstrang) Blinde Rot genannt wird, mit dieser als Oberlauf ungefähr gleich lang wie sie ist und ein ähnlich großes Einzugsgebiet hat, legt sie dann das Epitheton ab und wird zur schlichten Rot.
Sie mündet schließlich nach 11,1 km Lauf in durchgehend südliche Richtungen auf 428 m ü. NN und etwa 2 km nördlich der Ortsmitte von Alfdorf an der Voggenberger Sägmühle von links und Norden in die Lein.
Ihr Lauf endet ungefähr 94 Höhenmeter unterhalb ihrer Quelle, sie hat somit ein mittleres Sohlgefälle von 8,5 ‰.

### Einzugsgebiet
Das etwa 35 km² große Einzugsgebiet wird von ihr über die Lein, den Kocher, den Neckar und den Rhein zur Nordsee entwässert. 
Es erstreckt sich von der Kammhöhenlinie des Welzheimer Waldes zwischen Kaisersbach im Nordwesten und dem Hagberg im Nordosten keilförmig zusammenlaufend nach Südsüdosten zur Mündung. Anteil an ihm hat außer den schon genannten Gemeinden noch die Stadt Welzheim, die Anrainerin des großen rechten Zuflusses Finstere Rot ist.
Im Nordwesten laufen jenseits der west-östlichen Kammlinie kleinere Bäche zur oberen Murr, im Nordosten im Bereich des Hagbergs entwässern Glatten- und Rauhenzainbach über die bedeutendere „Fichtenberger“ Rot zum Kocher. 
Im Osten streben die etwas längere „Gschwender“ Rot, der Reichenbach und nahe der Mündung im Südosten der kurze Obere Gellbach alle nach Süden zum Kocherzufluss Lein. 
Im Südwesten läuft die Wasserscheide von der Mündung vor den kleinen Einzugsgebieten des Gellbachs und des Eisenbachs nordwestlich, die ebenfalls Lein-Zuflüsse sind, ehe im übrigen Westen die obere Lein selbst konkurriert.

### Zuflüsse
Die Zuflüsse werden von der Quelle zur Mündung aufgelistet. Längenangaben nach LUBW-FG10, Einzugsgebietsflächen nach LUBW-GEZG, Höhen in der Regel geschätzt nach dem Höhenlinienbild auf der Hintergrundkarte der LUBW-FG10.
| Name                         | Lage   | Länge [km] | EZG [km²] | Mündungsort                                                    | Stationierung [m] | Mündung m ü. NN | Quelle m ü. NN | Bemerkung |
| ---------------------------- | ------ | ---------- | --------- | -------------------------------------------------------------- | ----------------- | --------------- | -------------- | --- |
| (Bach vom Süden der Schanze) | rechts | 1,350      | –         | zu Füßen von Kaisersbach-Brandhöfle                            | 9594,13           | 478             | 530            | |
| (Bach durchs Reißhölzle)     | rechts | 0,964      | –         | NSG Wiesentäler bei der Menzlesmühle, gegenüber dem Abtshölzle | 8785,37           | 468             | 515            | |
| (Bach von Ebersberg)         | rechts | 0,921      | –         | NSG Wiesentäler bei der Menzlesmühle, unter der Cronhalde      | 8476,75           | 466             | 515            | |
| Diebsbühlgraben              | rechts | 1,107      | –         | Kaisersbach-Menzlesmühle                                       | 7267,36           | 457             | 490            | |
| Hagbach (!)                  | links  | 3,377      | –         | Kaisersbach-Menzlesmühle                                       | 7413,05           | 457             | 552            | ab hier Schwarze Rot |
| Crongraben                   | rechts | 0,905      | –         | Kaisersbach-Menzlesmühle                                       | 7205,04           | 457             | 485            | |
| Hagbach (!)                  | links  | 2,801      | –         | Gschwend-Hundsberg                                             | 6027,63           | 451             | 512            | ab hier Rot |
| Krättenbach                  | links  | 1,860      | –         | Alfdorf-Heinlesmühle                                           | 5792,18           | 450             | 532            | |
| (Bach vom Neuwirtshaus)      | rechts | 0,680      | –         | nach Alfdorf-Heinlesmühle                                      | 5495,38           | 448             | 517            | |
| (Bach am Deschenhof vorbei)  | links  | 1,561      | –         | Alfdorf-Heinlesmühle                                           | 5430,80           | 446             | 546            | |
| Kauzengraben                 | rechts | 1,008      | –         | Alfdorf-Voggenmühlhöfle                                        | 4924,70           | 448             | 464            | |
| (Bach vom Greuthöfle)        | links  | 0,778      | –         | im Hüttenbühlsee                                               | 4308,41           | 443             | 535            | |
| Finstere Rot                 | rechts | 8,194      | 14,279    | NSG Rottal zwischen Hüttenbühl und Buchengehren                | 3071,00           | 437             | 510            | Entsteht als Blinde Rot bei Kaisersbach, heißt erst ab etwas unterhalb von Kaisersbach-Schadberg wie ein dort mündender, eher unbedeutender linker Oberlauf Finstere Rot. Der Zufluss ist Gemeinde- und Kreisgrenze, ebenso über die Hälfte seines abwärtigen Laufs. |
| Wolfsbach                    | rechts | 1,836      | –         | NSG Rottal zwischen Hüttenbühl und Buchengehren                | 2950,76           | 437             | 525            | |
| Klarabach                    | rechts | 0,562      | –         | NSG Rottal zwischen Hüttenbühl und Buchengehren                | 2542,69           | 436             | 460            | |
| (Bach vom Fockenberg)        | rechts | 0,900      | –         | NSG Rottal zwischen Hüttenbühl und Buchengehren                | 2070,07           | 436             | 495            | |
| (Auen-Seitenabzweig)         | links  | 0,613      | –         | Alfdorf-Voggenbergmühle (!)                                    | 1589,55           | 433             |                | Gabelung nach dem Klarabach |
| (linker Drainagegraben)      | links  | 1,420      | –         | Alfdorf-Voggenbergmühle                                        | 1420,61           | 433             |                | Entsteht gegenüber Wolfsbach-Zulauf |

Anmerkungen zur Tabelle
1. ↑  Nach LUBW-FG10 (Datensatzeinträge).
2. ↑  Ab Mündung aufwärts.
3. 1 2 3 4 5 6 7 8 9 10 11 12 13 14 15 16 17 18 19 20 21 22 23 24 25 26 27  Geschätzt nach dem Höhenlinienbild auf der Hintergrundkarte der LUBW-FG10.
4. 1 2 3 4 5  Texteintrag in Blau nahebei auf der Hintergrundkarte der LUBW-FG10 bei Maßstab etwas gröber als 1:10.000.
5. 1 2  Texteintrag in Blau nahebei auf der Hintergrundkarte der LUBW-FG10 bei Maßstab etwas gröber als 1:10.000. Auf volle Meter gerundet.

### Orte
Am Ufer der Rot gibt es nirgendwo größere Ansiedlungen, jedoch einige alte Mühlenanwesen. Sie fließt durch die Gemeindegemarkungen von Kaisersbach, Gschwend und Alfdorf. Oberhalb des Hüttenbühlsees läuft oft eine Gemeindegrenze im Tal.

## Nahe Gewässer gleichen Namens
Außer den schon genannten nahen Namensschwestern gibt es etwa 20 km im Osten noch eine Blinde Rot, die ebenfalls in den Kocher fließt.